# Modern femkamp vid olympiska sommarspelen 2024
Modern femkamp vid olympiska sommarspelen 2024 arrangerades mellan 8 och 11 augusti 2024. Tävlingarna avgjordes främst vid slottet i Versailles men rankingomgången i fäktning avgjordes i Arena Paris Nord. En tävling för damer och en för herrar fanns på programmet som var oförändrat sedan OS 2000.

## Medaljörer
| Modern femkamp                | Guld                   | Silver                   | Brons                    |
| Damernas tävling Detaljer...  | Michelle Gulyás Ungern | Élodie Clouvel Frankrike | Seong Seung-min Sydkorea |
| Herrarnas tävling Detaljer... | Ahmed El-Gendy Egypten | Taishu Sato Japan        | Giorgio Malan Italien    |

Denna tabell: visa • redigera

## Medaljtabell
*   Värdland ( Frankrike)
| Nr                  | Nation              | Guld | Silver | Brons | Totalt |
| ------------------- | ------------------- | ---- | ------ | ----- | ------ |
| 1                   | Ungern              | 1    | 0      | 0     | 1      |
| 1                   | Egypten             | 1    | 0      | 0     | 1      |
| 3                   | Frankrike*          | 0    | 1      | 0     | 1      |
| 3                   | Japan               | 0    | 1      | 0     | 1      |
| 5                   | Sydkorea            | 0    | 0      | 1     | 1      |
| 5                   | Italien             | 0    | 0      | 1     | 1      |
| Totalt (6 nationer) | Totalt (6 nationer) | 2    | 2      | 2     | 6      |